# علي الصفار
علي الصفار مواليد 9 فبراير 1995، هو لاعب كرة يد سعودي يلعب كحارس مرمى. يلعب حاليا مع نادي مضر لكرة اليد. مثل منتخب السعودية لكرة اليد.

## سجل المنافسة
شارك في البطولات التالية:
- بطولة العالم لكرة اليد للرجال 2015